# Isora (El Hierro)
Isora es un pueblo de la comarca de Azofa, perteneciente al municipio de Valverde en la isla de El Hierro (Canarias, España). Se localiza a unos 10 km del casco municipal.

## Historia
El origen del pueblo de Isora se remonta a los primeros habitantes de la isla, los Bimbaches habitaban la zona dándole ellos el nombre de ``Isora´´, (¨La Ladera¨ en las lenguas bereber).
Se cree que los primeros pobladores se asentaron en este lugar a causa de la existencia de una fuente de agua potable y la gran fertilidad de las tierras, siendo estas de origen volcánico aportando nutrientes fundamentales para el desarrollo de la agricultura de forma natural y sin tratamiento.
Los Bimbaches dejaron su huella en la zona en forma de numerosos yacimientos de grabados rupestres que se han conservado con el paso de los milenios.
Tras la conquista española de la isla se mantiene el poblado y con el paso de los años se va desarrollando hasta su estado actual, siendo de gran importancia en l isla durante los últimos siglos (antes de la construcción de red hídrica) por la anteriormente nombrada fuente de agua potable y su situación estratégica para el cultivo de diferentes alimentos.

## Geografía y Geología
El casco urbano se asienta a 900-1000 m s. n. m. sobre un campo de coladas cuaternarias que con el paso de los milenios se han ido transformado mediante la meteorización en suelo cultivable, causa gran imparto visual la diversidad morfogeográfica de la zona a quien la visita, las llanuras rompen en acantilados y barrancos de 1000 metros de altitud cuando los dirigimos hacia la costa donde encontramos el monumento natural de Las Playas, también se localizan aquí numerosas fallas pertenecientes al mega-deslizamiento abortado de San Andrés.
El casco urbano se ve dominado en su totalidad por casas terreras y fincas de cultivo, situándose en el centro de este la zona de ocio con algunas instalaciones municipales.

## Lugares de interés
En Isora se encuentran algunos de los principales atractivos de la Isla de El Hierro:
Mirador de Isora:

Cercano al pueblo hay un mirador con vistas al escarpe de Las Playas, segundo desprendimiento más grande de la isla. También es posible ver el roque de Bonanza, el Parador de El Hierro y el resto de la bahía de Las Playas.
Centro de Interpretación de la Reserva de La Biosfera:

El Centro de Interpretación de la Reserva de La Biosfera es un museo didáctico puesto en marcha en el antiguo casino de Isora. 
En él se puede conocer las características y motivos por los que El Hierro fue nombrada reserva mundial de la biosfera. 
Monumento Natural de Los Roques de Aregando:
En el extremo noreste del pueblo se encuentra una zona de abrupto relieve por la cual transcurre la carretera que conecta Isora con Timijiraque, todo este entorno es un espacio natural protegido con numerosos asentamientos aborígenes y con un interés geológico importante, tratándose de la zona más antigua de la isla, también es un refugio protegido del Cardonal-Tabaibal Canario.
Fuente de Isora:
Manantial de agua histórico que marcó el camino para el desarrollo de la zona.
Cueva del Agua:
La Cueva del agua es un tubo volcánico en el que en el interior se encuentra un yacimiento arqueológico de gran importancia con numerosos grabados rupestres donde se encontraron momias.

## Clima
El clima en Isora es muy variado debido a su altitud, posición geográfica respecto a las vertientes de la isla y estación, tanto así que en invierno se llegan a registrar temperaturas mínimas de 3 °C y en verano máximas de 47 °C.

## Demografía
| 2000 | 2001 | 2002 | 2003 | 2004 | 2005 | 2006 | 2007 | 2008 | 2009 | 2010 | 2016 | 2017 | 2018 | 2023 |
| ---- | ---- | ---- | ---- | ---- | ---- | ---- | ---- | ---- | ---- | ---- | ---- | ---- | ---- | ---- |
| 323  | 397  | 430  | 463  | 468  | 454  | 438  | 429  | 425  | 426  | 422  | 438  | 442  | 450  | 464  |

## Galería

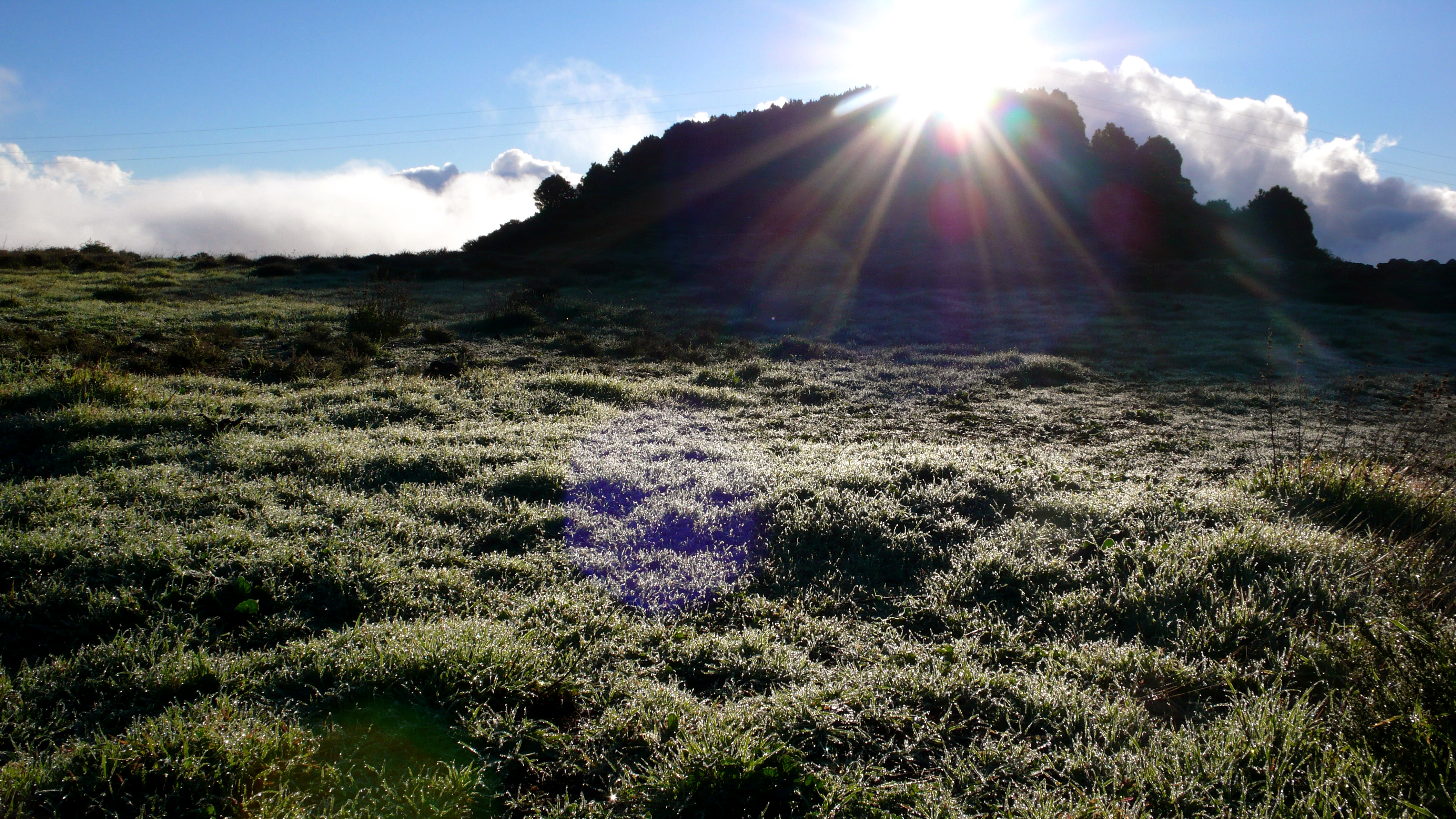
Paisaje cercano a Isora
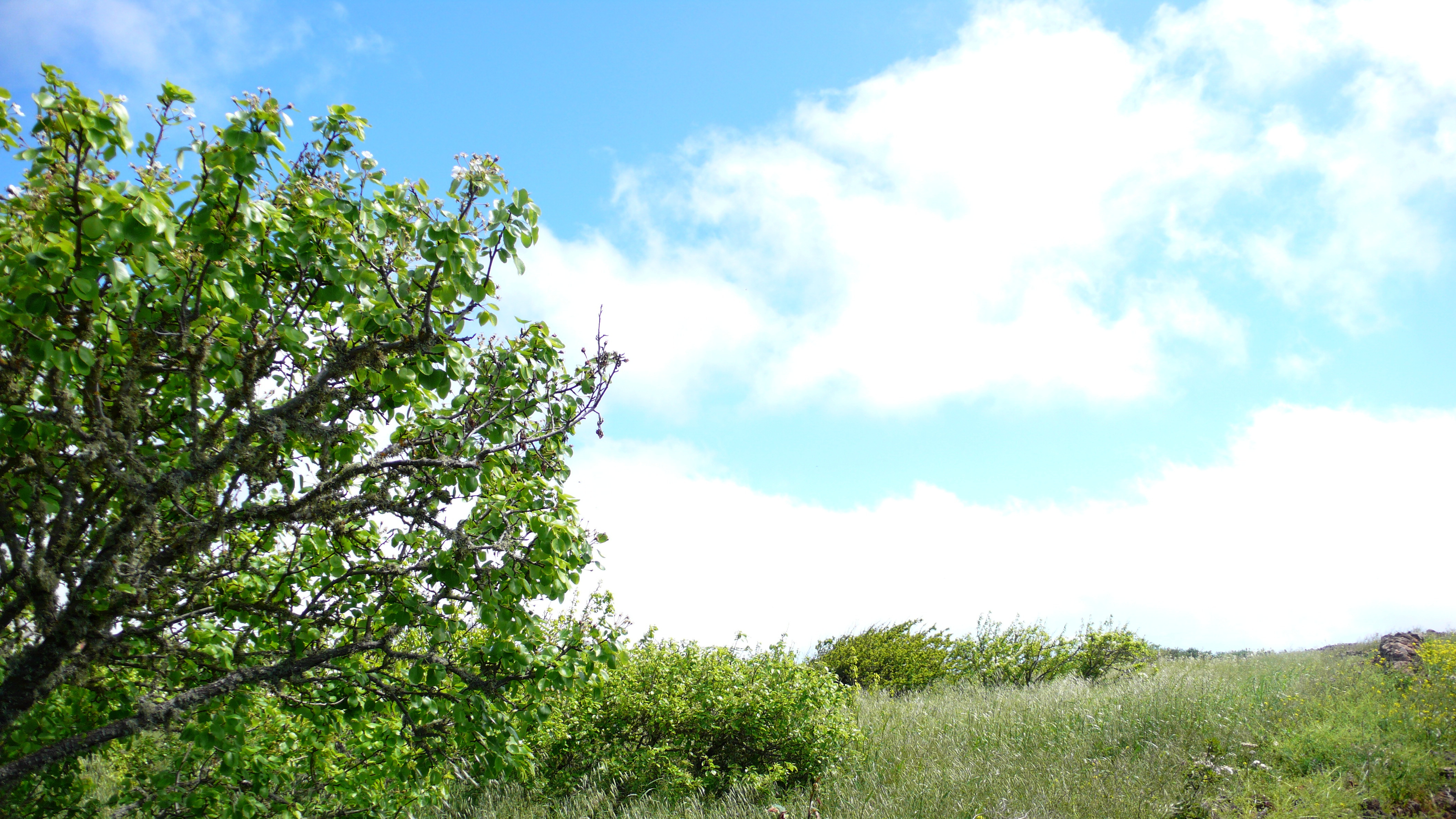
Frutales en Isora

## Personas ilustres
- Juan Barbuzano Martín, luchador profesional. (1945)